# Buglossoides goulandriorum
Buglossoides goulandriorum är en strävbladig växtart. Buglossoides goulandriorum ingår i släktet sminkrötter, och familjen strävbladiga växter.

## Underarter
Arten delas in i följande underarter:
- B. g. goulandriorum
- B. g. thessalica